# Coenophila rubrifera
Coenophila rubrifera là một loài bướm đêm trong họ Noctuidae.